# Chieko Hara
Chieko Hara (原 ちえこ?, Hara Chieko; Prefettura di Kanagawa, 6 ottobre ...) è una fumettista giapponese.

## Biografia
Inizia a pubblicare a partire dal 1976, con le colleghe Ryoko Ikeda e Yumiko Igarashi ha contribuito alla diffusione nel mondo del manga shōjo.
Autrice molto prolifica, in Italia le sue opere sono state inizialmente serializzate da Fabbri Editori a partire dagli anni ottanta sul Giornalino di Candy Candy, i titoli furono stravolti e reinterpretati per incontrare il gusto delle lettrici italiane mentre le tavole ribaltate e la lettura da sinistra a destra.
Negli ultimi anni le sue opere sono state acquistate da altri editori e riproposte con il titolo tradotto e l'impaginazione originale.

## Opere
- Akage no Cupid (1977) - volume unico
- Soutto... hatsukoi (1977): volume unico.
- Mitsu no blank no monogatari (1978): volume unico.
- Fostine (1978):da 4 volumi; pubblicato per la prima volta in Italia con il titolo La storia di Luna
- Oh! Sunshine (1979): volume unico.
- Ehi, Juliet! (1979): storia breve pubblicata in Italia sul Giornalino di Candy Candy
- Miserarete Paris (1980): volume unico
- I Ai Girl (1981): volume unico.
- Kaze no Sonata / Sonata nel vento (1982): 2 volumi anche conosciuto come La storia di Alice
- Blue Light Collection (1983): volume unico.
- Yami no AlexandraErika no oka no monogatari (1984): 2 volumi
- Persian blue (1985): volume unico
- Hoshikuzu Fantasy (1986): volume unico.
- Niji no Densetsu (1985): 4 volumi, pubblicati in Italia con il nome de La leggenda dell'arcobaleno
- Moshikashite fushigi! Niji no bangaihen (1988): storia extra, pubblicata anche in Italia insieme ai volumi della storia principale.
- Tobiiro shadow (1992): 3 volumi
- Ten mo tsuki mo hana mo (1993): 5 volumi
- Shiro no yukyu kuro no eien (1994): 5 volumi
- Yami no Alexandra (1995): 4 volumi
- Kohaku no kage (1997): 3 volumi
- Elfing Ring (1997): volume unico
- Kaze o koeru, yookoo o koeru - Episoden Fostine (2001): storia extra di Fostine.
- Niji no Tani no An (2003): 2 volumi basati sul romanzo di Lucy Maud Montgomery La valle dell'arcobaleno
- Emma to Hakushaku (2004): 2 volumi
- Full Moon Honeymoon (2005): volume unico
- Hikari to Kage no Hazama de (2005): volume unico
- Kikasete Ai wo (2005): volume unico
- Kiss no Majutsu (2005): volume unico
- Seraphina (2005): 2 volumi
- Uso to Shinjitsu (2005): 2 volumi
- Warakuji no Hanayome (2006): volume unico
- Ookusahara no Kizoku (2006): volume unico
- Shakoukai no Hyouban (2007): volume unico
- Shiawase na Gokai (2007): 2 volumi
- Chiisana Ai no Negai (2007): volume unico
- Cinderella no Sugao (2008): volume unico
- Suiren no Saku Niwa de (2008): volume unico
- Hokori Takai Kekkon (2009): volume unico
- Miwaku no Hanayome (2009): volume unico
- Yokisenu Kyuukon (2011): miniserie
- Suri Kawatta Koi (2012): miniserie
- Yume no Butoukai e (2012): 2 volumi
- Aoi Shiro (2012): volume unico basato su un romanzo di Lucy Maud Montgomery

### Edite in italia
- Fostine
- Sonata nel vento
- La leggenda dell'arcobaleno

| Controllo di autorità | VIAF (EN) 254689519 · NDL (EN, JA) 00172042 |